# Municipio de Freedom (condado de Wood)
El municipio de Freedom (en inglés: Freedom Township) es un municipio ubicado en el condado de Wood en el estado estadounidense de Ohio. En el año 2010 tenía una población de 2727 habitantes y una densidad poblacional de 34,89 personas por km².

## Geografía
El municipio de Freedom se encuentra ubicado en las coordenadas 41°22′48″N 83°28′1″O / 41.38000, -83.46694. Según la Oficina del Censo de los Estados Unidos, el municipio tiene una superficie total de 78.15 km², de la cual 78,15 km² corresponden a tierra firme y (0 %) 0 km² es agua.

## Demografía
Según el censo de 2010, había 2727 personas residiendo en el municipio de Freedom. La densidad de población era de 34,89 hab./km². De los 2727 habitantes, el municipio de Freedom estaba compuesto por el 96,15 % blancos, el 0,18 % eran afroamericanos, el 0,07 % eran amerindios, el 0,18 % eran asiáticos, el 2,13 % eran de otras razas y el 1,28 % eran de una mezcla de razas. Del total de la población el 4,88 % eran hispanos o latinos de cualquier raza.